# Ratpenat llistat de Vizotto
El ratpenat llistat de Vizotto (Chiroderma vizottoi) és una espècie de ratpenat de la família dels fil·lostòmids. És endèmic de l'estat de Piauí (nord-est del Brasil). Es tracta d'un ratpenat de mida mitjana, amb un crani de 25,9–26,4 mm i uns avantbraços de 46,7–50,3 mm. El pelatge dorsal és grisenc a marró clar, mentre que el ventral és una mica més pàl·lid. El seu parent més proper és el ratpenat llistat de São Paulo (C. doriae).
L'espècie fou anomenada en honor del catedràtic brasiler Luiz Dino Vizotto.